# Matthäus Bader
Matthäus Bader (* um 1550 in Landau in der Pfalz; † Ende 1598 in Frankfurt am Main) war ein deutscher Pädagoge und Autor.
Da Bader, Sohn des Landauer Bürgers Mathis Bader oder von Dahn, schon 1565 in Landauer Unterlagen als Student (an einer nicht genannten Schule) erscheint, dürfte er um 1550 geboren worden sein. 1568 schrieb er sich an der Universität Wittenberg ein. 1573 wurde er oberster Schulmeister an der Landauer Lateinschule. Am 17. Mai 1574 heiratete er Margaretha, die Tochter des Hans Schwab. 1584 wurde er an der Universität Heidelberg immatrikuliert. Offenbar war er 1583 auch Lehrer in Heidelberg. Am 24. März 1584 wurde er Rektor des städtischen Gymnasiums zu den Barfüßern in Frankfurt am Main. Sein Dienstbrief zeigt die Bandbreite seiner Aufgaben.
Neben Beiträgen in Werken anderer verfasste er ein 1598 in Frankfurt gedrucktes Schulwörterbuch Rerum naturae ordo et series seu Nomenclator latinogermanicus. Es wurde 1614 von dem Straßburger Verleger Paul Ledertz bearbeitet und nochmals in den Druck gegeben.